# Melaniparus albiventris
Melaniparus albiventris é uma espécie de ave da família Paridae.
Pode ser encontrada nos seguintes países: Camarões, Quénia, Nigéria, Sudão, Tanzânia e Uganda.
Os seus habitats naturais são: florestas secas tropicais ou subtropicais e regiões subtropicais ou tropicais húmidas de alta altitude.